# Noorda moringae
Noorda moringae is een vlinder uit de familie van de grasmotten (Crambidae). De wetenschappelijke naam van de soort is voor het eerst gepubliceerd in 1938 door Willie Horace Thomas Tams.
De soort komt voor in India.